# 16 mars 1978
Le jeudi 16 mars 1978 est le 75e jour de l'année 1978.

## Naissances
- Aaron Millar, joueur professionnel canadien de hockey sur glace
- Anneliese Dodds, personnalité politique britannique
- Ayesha Dharker, actrice britannique
- Boris Derichebourg, président Derichebourg Multiservices
- Brian Willsie, joueur de hockey sur glace canadien
- Brooke Burns, actrice américaine
- Dave Derewlany, scénariste, réalisateur, producteur, monteur, directeur de la photographie et acteur canadien
- Lee Kyou-hyuk, patineur de vitesse sud-coréen
- Małgorzata Wassermann, femme politique polonaise
- Michelle Rodríguez, joueuse de tennis chilienne
- Mikaël Guedj, journaliste français, animateur de télévision
- Murs, rappeur américain
- Natalie Grinham, joueuse australienne de squash
- Sharon Shason, joueur de basket-ball israélien
- Simone Sanna, pilote de moto italien
- Sophie Hunter, actrice et metteuse en scène britannique
- Uzumaki Sasaki, réalisateur japonais de films pornographiques

## Décès
- André Boulloche (né le 7 septembre 1915), personnalité politique française
- David MacMyn (né le 18 février 1903), joueur de rugby
- J. Rodolfo Wilcock (né le 17 avril 1919), écrivain argentin
- Paul Sjöberg (né le 14 juillet 1897), véliplanchiste finlandais
- Renny Ottolina (né le 11 décembre 1928), présentateur d'émissions de télévision et radio, journaliste et homme politique vénézuélien

## Événements
- Le pétrolier Amoco Cadiz s'échoue au large de Portsall dans le Finistère, libérant 228 000 tonnes de brut et provoquant la plus grande marée noire de Bretagne.
- Aldo Moro, ancien président du Conseil et président du Parti démocrate-chrétien en Italie, est enlevé à Rome à la suite d'une violente fusillade qui laisse 5 morts. Les Brigades rouges revendiqueront l'attentat, et Aldo Moro sera retrouvé sans vie le 9 mai suivant.